# 제6사단 (육상자위대)
제6사단(일본어: 第6師団 다이 로쿠 시단[*])은 동북방면대 예하 사단으로 야마가타현 히가시네시 진마치 주둔지에 본부를 두고 있다.

## 역사
1962년, 경찰예비대가 육상자위대로 재편됨에 따라 제6관구에서 제6사단으로 개편되었다. 1970년 3월 10일에 창설된 제44보통과연대(5개 중대)를 예속받았다. 1989년 3월 26일, 제6후방지원연대가 창설되었다. 1999년, 제21보통과연대와 제9사단의 제38보통과연대를 교환함에 따라 제6사단의 관할 지역에 아키타현이 추가되었다.
2002년, 사단 화학대가 제6화학방호대로 개편되었다. 2004년 3월 27일, 제27보통과연대가 동북 방면 혼성단으로 옮겨가면서, 제6사단이 즉응 근대화 사단이 되었다. 2010년 3월 26일, 제6화학 방호대를 제6특수무기방호대로 개편하였다.

## 편제
- 사단 사령부 - 진마치 주둔지
- 제20보통과연대 - 진마치 주둔지
- 제22보통과연대 - 다카조 주둔지
- 제44보통과연대 - 후쿠시마 주둔지
- 제6특과연대 - 고리야마 주둔지
- 제6후방지원연대 - 진마치 주둔지
- 제6고사특과대대 - 고리야마 주둔지
- 제6전차대대 - 다이와 주둔지
- 제6설비대대 - 진마치 주둔지
- 제6통신대대 - 진마치 주둔지
- 제6비행대 - 진마치 주둔지
- 제6음악대 - 진마치 주둔지
- 제6정찰대 - 다이와 주둔지
- 제6특수무기방호대 - 진마치 주둔지